# Agnès Ntamabyaliro Rutagwera
Agnès Ntamabyaliro Rutagwera (Kibuye, 1937) es una política ruandesa. Aunque era de ascendencia tutsi - hutu y los hijos de matrimonios mixtos fueron objetivos durante el genocidio fue sentenciada por su participación en el genocidio tutsi en Ruanda. En concreto, fue acusada de organizar el asesinato del político tutsi Jean-Baptiste Habyalimana, que se resistió al genocidio. 

## Biografía
Ntamabyaliro nació en 1937 hija de madre tutsi y padre hutu. En 1994, fue Ministra de Justicia en el gobierno provisional al que se responsabilizó del genocidio que tuvo lugar en Ruanda.
A Ntamabyaliro se le acusa de organizar el asesinato de Jean-Baptiste Habyalimana, quien se resistió a participar en el genocidio. Se dice que ella organizó su asesinato además de incitar y planear el genocidio. Ntamabyaliro fue secuestrada el 27 de mayo de 1997 en su casa de Mufulira, Zambia, aparentemente por el servicio de inmigración de Zambia. Sin embargo, el gobierno de Zambia negó cualquier implicación y Amnistía Internacional expresó su preocupación por su seguridad. Más tarde fue descubierta en una prisión en Kigali. Esperó una década a ser juzgada.
Fue sentenciada en 2009 a cadena perpetua por el gobierno ruandés. Justin Mugenzi y Prosper Mugiraneza también estuvieron implicados en el asesinato de Habyalimana pero fueron absueltos de todos los cargos en febrero de 2013.